# Carlos Magno Ramos
Carlos Magno Ramos (Coromandel, 16 de junho de 1958) é um político brasileiro, atualmente filiado ao Partido Progressista (PP).

## Biografia
Tem formação técnica em agronomia e agrimensura. Foi deputado estadual pelo PFL na década de 1990, diretor executivo do Instituto Nacional de Colonização e Reforma Agrária-RO de 1990 a 1991 e secretário de Agricultura. Prefeito de Ouro Preto do Oeste de 1997 a 2004, foi denunciado pelo Ministério Público Federal (MPF) por peculato.
Era chefe de gabinete do primeiro mandato do governo Ivo Cassol em Rondônia, quando estourou a Operação Dominó, da Polícia Federal, que investigou desvios de recursos na Assembleia Legislativa em licitações e através da folha de pagamento.
Em 2010, elegeu-se deputado federal pelo PP, com 49 596 votos. Em 2014, foi candidato a vice-governador na chapa de Jaqueline Cassol, irmã do ex-governador Ivo Cassol. A chapa terminou em terceiro lugar, com 15.11% dos votos.
Investigado pela Operação Lava Jato, foi citado pelo doleiro Alberto Youssef como sendo um dos beneficiários do dinheiro desviado no esquema do Petrolão, recebendo dinheiro mensalmente. Em depoimento à Polícia Federal teria afirmado que perdeu partes da memória devido à complicações por causa de hepatite C.